# Filles de la Cassette

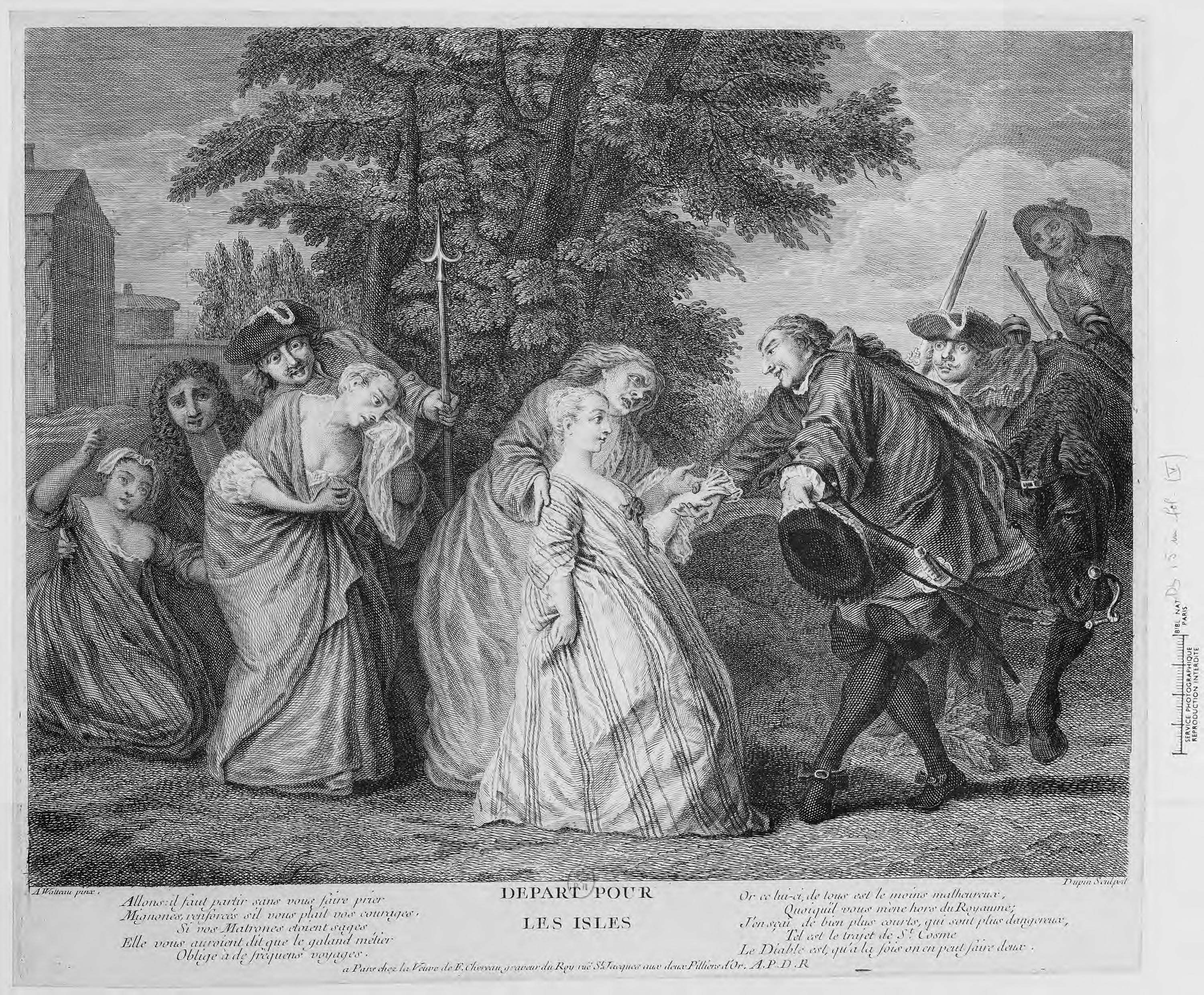
Départ d'une jeune fille pour la Louisiane française. (Antoine Watteau).

Les filles de la Cassette sont, comme les filles du roi, des jeunes filles ou des femmes « honnêtes » envoyées par le roi dans les colonies françaises d'Amérique, notamment en Louisiane française, afin de réduire le déséquilibre numérique entre les personnes des deux sexes et les marier aux hommes célibataires ne trouvant pas de femmes à prendre pour épouse. Elles étaient dotées d'un coffre contenant un trousseau et de deniers qui était pris sur la Cassette du roi.

## Historique
En 1699, Pierre Le Moyne, sieur d'Iberville et d'Ardillières, prend possession de la Louisiane avec quatre-vingts hommes dont une vingtaine de Canadiens. Il sollicite de la France une trentaine de filles pour ses hommes qui fréquentent les Amérindiennes mais pas de femmes françaises. Le premier contingent de femmes arriva, en 1704, dans le port de Mobile, première capitale de l'immense territoire louisianais de la Nouvelle-France. Par la suite, d'autres contingents de femmes débarquèrent à Biloxi puis à La Nouvelle-Orléans.

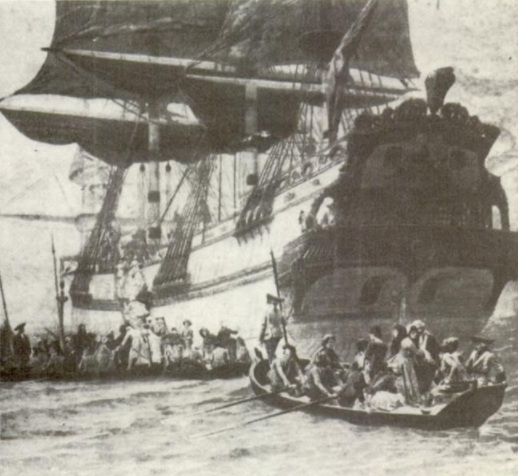
L'embarquement des filles de la cassette, gravure du XIXe siècle, Charles Edouard Delort.

En 1727, le gouverneur de la Louisiane Étienne de Perier favorise la venue des femmes dans la colonie. Il pense que ces dernières peuvent apporter de la stabilité dans la colonie. Il écrit à la compagnie : « Si vous trouvez une opportunité d'envoyer des filles ici, ne manquez pas de le faire », en soulignant que «beaucoup d'ouvriers» souhaiteraient se marier et fonder une famille. Effectivement, peu après l'arrivée des Ursulines en août 1727, un navire monté par de pauvres mais mariables filles de bon caractère est envoyé à la colonie. Chaque fille s'est vue remettre une coffre contenant des vêtements. Ces filles étaient placées sous l'autorité des sœurs jusqu'à leur mariage, qui arrivait très vite car il se trouvait dans la colonie de nombreux hommes désireux de se marier.
Le royaume de France envoya en Louisiane française, des filles à marier. Il y avait des orphelines élevées par des religieuses, mais aussi des filles pauvres enfermées à La Salpétrière à Paris. Elles étaient toutes pourvues d'un trousseau qui comprenait « deux paires d’habits, deux jupes et jupons, six corsets, six chemises, six garnitures de teste et toutes autres fournitures nécessaires » ; c'est pour cela qu'on les appela « Filles de la cassette » (la Cassette était le nom donné au trésor royal). Ces filles de la cassette s’apparentaient à la dot des « Filles du Roy » venues en Nouvelle-France au XVIIe siècle.
Les quatre-vingt-huit filles de la Cassette débarquent en Louisiane du navire La Baleine en janvier 1721. [Ladnier, Randall. The Brides of « La Baleine. » Sarasota, FL : RDL Press, 2017] ou encore WikiTree en anglais.
Le système du plaçage est né d'une pénurie de femmes blanches dans les colonies françaises d'Amérique (Louisiane française et Saint-Domingue). La France avait besoin de femmes pour les hommes qu'elle avait envoyés dans ses possessions territoriales d'outre-mer. Malgré l'arrivée de plusieurs centaines de filles de la cassette, les femmes restaient en nombre inférieur. Aussi, les hommes prirent pour concubines des femmes esclaves d'origine africaine. Ils les placèrent dans leurs résidences, sous le système du plaçage, qui leur permettaient ainsi pour les hommes mariés d'avoir une maîtresse à disposition et une épouse non officielle pour les célibataires.